# Jean de Chastenay
Jean de Chastenay est né vers 1150 en Bourgogne et est mort au siège de Saint-Jean-d'Acre (1191) avant la fin du mois de juin 1191.
Jean et Gauthier de Chastenay, chevaliers du duché de Bourgogne, après la chute de Jérusalem, accompagnent en 1190 leur duc Hugues III de Bourgogne, à la troisième croisade. Les Bourguignons participent au siège de Saint-Jean-d'Acre (1191) et à la bataille d'Ascalon. Philippe Auguste, lorsqu'il rentre en France, confie le commandement du détachement français à leur duc. Jean de Chatenay décède lors du siège de Saint-Jean-d'Acre (1191). Son nom et celui de son fils ainsi que leurs armes figurent dans la première des salles des Croisades du musée du château de Versailles. Les Chastenay sont une ancienne illustre famille de Bourgogne, puis de Champagne, où ils sont connus sous le nom de Chastenay de Lanty, à partir de 1288. Comme les croisades durent longtemps ces premiers Chastenay empruntent des marcs d'argent et prêtent leur garantie à d’autres seigneurs, en donnant pour gages des joyaux et autres objets précieux.

## Biographie

Siège de Saint-Jean-d'Acre (1191)

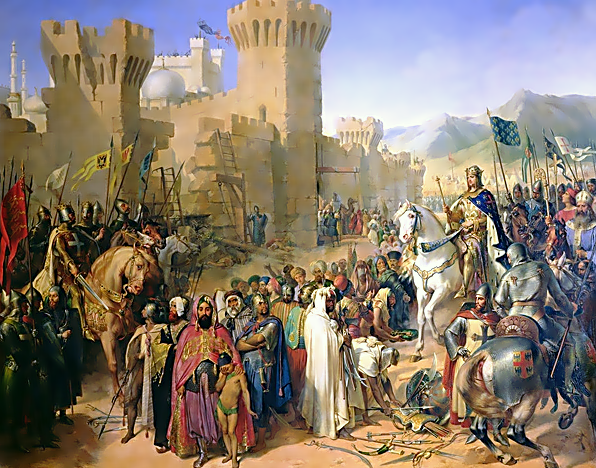
Siège de Saint-Jean-d'Acre (1191)

Jean, chevalier du duché de Bourgogne, apprend la chute de Jérusalem. Il part à la croisade avec son fils, Gauthier de Chastenay en 1190. Ils accompagnent leur duc Hugues III de Bourgogne et rejoignent le 4 juillet 1190 Vézelay. Philippe Auguste et ces deux chevaliers s’embarquent à Gênes. Ils sont rejoints à Messine en Sicile par l’armée de Richard Cœur de Lion. Ils passent six mois à hiverner dans le royaume de Sicile, pour n’en repartir qu’en mars 1191. Un acte manuscrit sur parchemin, daté de Messine au mois de février 1191, nous montre que le seigneur Jean de Chastenay prête sa garantie à un emprunt de 60 marcs d'argent contracté par Gilles d'Ambly, Renaud de Mailly... écuyers. Il donne pour gage aux marchands génois qui ont prêté cette somme quelques joyaux, inventoriés dans l'acte, parmi lesquels se trouve désigné un gobelet avec trois pieds, surmonté de l'image d'un coq. Ce coq figure clans les armoiries de la famille, qui sont d'argent, au coq de sinople, membre, becqué, crête et couronné de gueules. Ces joyaux et de gobelet montrent que la famille de Jean de Chastenay, dont nous ne connaissons pas les ancêtres, est plus riche que bien des autres seigneurs. Le séjour de six mois à Messine est long et les croisés paient cher tout ce dont ils ont besoin.
Philippe Auguste s’embarque de Messine le 30 mars 1191 et arrive en vue de la côte palestinienne le 20 avril.
Malgré la rivalité entre les deux rois français et anglais, amplifiée par la querelle qui oppose Guy de Lusignan à Conrad de Montferrat, plusieurs assaut sont tentés, les 14, 17 et 22 juin et les 2 et 11 juillet. Par un autre acte, daté du camp devant Acre, au mois de juin 1191, on voit que Gautier de Chastenay, chevalier, après avoir payé la somme pour laquelle Jean de Chastenay son père, s'était porté garant, retire les joyaux qui avaient servi de gage et en donne décharge par-devant témoins, en signant d'une croix. L'authenticité de ces deux titres, celui de Messine et celui de Saint-Jean d’Acre est corroborée par deux autres chartes que fournit l'histoire. En juin 1191, Jean de Chastenay est décédé. Joinville l'appelle le sire de Chastenay. Dom Villevieille, dans son Trésor généalogique, cite un jugement arbitral, de l'année 1187, entre l'évêque de Langres, Manassès de Bar, et un certain Érard de Chastenay, qui prouve que ce dernier est alors à la Terre sainte. Les Chastenay sont donc trois à participer à la troisième croisade, même si Jean meurt dès les premiers combats.
Jean de Chastenay et son fils Gauthier ont leurs noms ainsi que leurs armes qui figurent dans la première des salles des Croisades du musée du château de Versailles, mais ils ne sont pas les seuls croisés de cette famille. Joinville nomme le sire de Chastenay comme ayant été seul de son avis, au conseil tenu à Acre en 1250, pour engager le roi saint Louis à demeurer dans les États latins d'Orient, et cite un autre Jean de Chastenay parmi les chevaliers qui suivent ce prince à Tunis en 1270. Effectivement dans le Rôle des chevaliers de l'Hostel du Roy Saint-Louis, un Jean de Chastenay est nommé entre ceux qui partent avec à la croisade de Tunis en 1269. Un autre Chastenay, Pierre, donne en 1266, à l'abbaye de Saint-Oyen, ses droits sur la dîme de Saint Rémi. Esnard de Chastenay vend la seigneurie de Courban en 1230 aux Templiers de la commanderie d'Epailly et reprend en fief de l'évêque de Langres, la terre de Lanty en 1286.